# Comuna Dașînka, Volodarsk-Volînskîi
Dașînka (în ucraineană Дашинська сільська рада) este o comună în raionul Volodarsk-Volînskîi, regiunea Jîtomîr, Ucraina, formată din satele Dașînka (reședința), Kurhanți, Pîsarivka și Terenți.

## Demografie
Componența lingvistică a satului Dașînka
     Ucraineană (99,66%)
     Alte limbi (0,33%)
Conform recensământului din 2001, majoritatea populației satului Dașînka era vorbitoare de ucraineană (99,66%), existând în minoritate și vorbitori de alte limbi.